# Gravità di superficie
La gravità superficiale, {\displaystyle g}, di un oggetto su un secondo "oggetto astronomico " è l'accelerazione di gravità sperimentale del primo corpo sulla sua superficie del secondo. La gravità della superficie può essere pensata come l'accelerazione di gravità relativa ad una particella ipotetica di prova che è molto vicino alla superficie dell'oggetto e che, al fine di non disturbare il sistema, ha massa trascurabile.
Gravità di superficie è misurata in unità di accelerazione, che, nel Sistema SI, sono metri al secondo quadrato. Essa può anche essere espressa come multiplo dell'accelerazione gravitazionale terrestre {\displaystyle g=9.80665m/s^{2}}. In astrofisica, la gravità superficiale viene espressa usando come unità di misura log g: ciò si ottiene esprimendo prima la gravità nel sistema CGS, ove l'unità è il centimetro per secondo quadro, e poi prendendo il logaritmo in base 10 di questo valore. Pertanto, poiché la gravità agisce su tutte le masse in modo indifferenziato e poiché 1 m/s2 = 100 cm/s2, la gravità superficiale della Terra espressa nel sistema CGS è 980,665 cm/s2; di conseguenza il logaritmo in base 10 di questo valore (log g) è 2,992.

## Massa, raggio e gravità superficiale
Nella teoria della gravità di Newton la forza gravitazionale esercitata da un oggetto è proporzionale alla sua massa: un oggetto con il doppio della massa produce il doppio della forza. La gravità di Newton segue la legge dell'inverso del quadrato della distanza, in modo che spostando un oggetto due volte più lontano, la sua forza gravitazionale diventa quattro volte più piccola.
Queste proporzionalità possono essere espresse con la formula {\displaystyle g=Gm/r^{2}} dove {\displaystyle g} è la gravità di superficie di un oggetto astronomico ad esempio la Terra, {\displaystyle m} è la massa dell'oggetto astronomico (su cui viene valutata la gravità superficiale) e {\displaystyle r} è il raggio del pianeta.

## Gli oggetti non-simmetria sferica
La maggior parte dei veri oggetti astronomici non sono assolutamente a simmetria sferica. Una ragione di ciò è che spesso sono in rotazione, il che significa che essi sono influenzati dagli effetti combinati della forza gravitazionale e della forza centrifuga. Questo provoca le orbite delle stelle e dei pianeti, il che significa che la loro gravità superficiale è minore all'equatore rispetto ai poli.
A volte è utile per calcolare la gravità di superficie di semplici oggetti ipotetici che non si trovano in natura. La gravità di superficie dei piani infiniti, tubi, linee, conchiglie vuote, coni, ecc. .

## Gravità superficiale di un buco nero
Nella relatività, il concetto newtoniano di accelerazione risulta non essere chiaro. Per un buco nero si può ancora definire una gravità superficiale, come l'accelerazione di un oggetto di prova sull'orizzonte degli eventi del buco nero. Bisogna però ricorrere al significato geometrico che ha l'accelerazione in relatività generale: la curvatura della linea d'universo.
Pertanto, quando si parla della gravità della superficie di un buco nero, essa è definita dal comportamento che avrebbe un oggetto in modo analogo alla gravità di superficie newtoniana, ma non è la stessa cosa. In realtà, la gravità della superficie di un buco nero generale non è ben definita.
La gravità superficiale {\displaystyle k} di un orizzonte statico Killing è l'accelerazione che è necessario esercitare all'infinito per mantenere un oggetto nell'orizzonte. Matematicamente, se {\displaystyle k^{a}} è un opportuno vettore normalizzato, chiamato vettore di Killing, la gravità superficiale è definita da:
{\displaystyle k^{a}\nabla _{a}k^{b}=kk^{b}}
in cui l'equazione viene valutata all'orizzonte. Per uno spazio-tempo statico e asintoticamente piatto, la normalizzazione deve essere scelta in modo che {\displaystyle k^{a}k_{a}\rightarrow -1} quando {\displaystyle r\rightarrow \infty } e in modo che {\displaystyle k\geq 0}.

### La soluzione di Schwarzschild
La gravità di superficie per la metrica di Schwarzschild relativa ad un corpo con massa {\displaystyle M} è:
{\displaystyle k={\frac {1}{4M}}}
Si noti che nel sistema SI la gravità di superficie per la metrica di Schwarzschild assume la seguente forma:
{\displaystyle k={\frac {c^{4}}{4GM}}}
dove {\displaystyle \hbar } è la costante di Planck ridotta (pari ad h/2π), c è la velocità della luce, {\displaystyle k_{\mathrm {B} }} è la costante di Boltzmann, {\displaystyle G} è la costante gravitazionale ed {\displaystyle M} è la massa del buco nero.

### La soluzione di Kerr-Newman
La gravità di superficie per il buco nero di Kerr-Newman è:
{\displaystyle k={\frac {r_{+}-r_{-}}{2(r_{+}^{2}+a^{2})}}={\frac {\sqrt {M^{2}-Q^{2}-J^{2}/M^{2}}}{2M^{2}-Q^{2}+2M{\sqrt {M^{2}-Q^{2}-J^{2}/M^{2}}}}}}
dove {\displaystyle Q} è la carica elettrica, {\displaystyle J} è il momento angolare, e abbiamo definito le grandezze relative alle posizioni dei due orizzonti:
{\displaystyle r_{\pm }:=M\pm {\sqrt {M^{2}-Q^{2}-J^{2}/M^{2}}}}
e
{\displaystyle a={\frac {J}{M}}} .